# La Pierre Dialan
La Pierre Dialan (auch Pierre Dyalan oder Pierre Yollan genannt) ist ein Pseudo-dolmen, der sich im Bois du Nid du Chien (Wald) südlich von Jurques, im Département Calvados in der Normandie in Frankreich befindet.
Die Megalithen befinden sich in der Nähe des Zoos und eines Quarzit-Sandsteinbruchs. Ein wie ein Deckstein auf vier Tragsteinen liegender Monolith von mehreren Tonnen Gewicht hat zur Einstufung als Dolmen geführt. Die Felsen in der Umgebung bilden eine nach Osten gerichtete Reihe, die zum Deckstein führt. Der Dolmen ist seit 1889 als Monument historique klassifiziert. Trotz der Einordnung war die Echtheit des Dolmens sofort Gegenstand von Kontroversen. Arcisse de Caumont (1801–1873) bezweifelte die Echtheit als erster. 1902 schrieb auch Léon Coutil (1856–1943), dass der Stein ein einfacher Quarzblock mit einem seltsamen Namen sei.
In der Vergangenheit wurden unter dem Dialanstein Ausgrabungen in der Hoffnung durchgeführt, verborgene Schätze zu finden. Gefunden wurden aber nur halbkalzinierte menschliche Knochen, die mit Tierknochen vermischt waren. Es gab aber auch Objekte aus geschliffenem Feuerstein und Bronze.
Die Legende von Gargantua ist auch mit diesem Stein verbunden, der auch Pierre de Gargantua genannt wird.
Etwa 14 km südöstlich in Périgny liegt der als Dolmen bezeichnete Pierre de Becquerel, ein weiterer Pseudodolmen. Dabei handelt es sich um ein natürliches, zufällig entstandenes, an einen Dolmen erinnerndes Gebilde aus Steinblöcken, wie es aus verschiedenen Regionen bekannt ist.